# Гад, Марьян
Ма́рьян Гад (словац. Marián Had; 16 сентября 1982, Нитра, Чехословакия) — словацкий футболист, защитник клуба «Петржалка». Выступал за сборную Словакии.

## Карьера
В 2006—2007 годах выступал за московский «Локомотив», на поле выходил нерегулярно, проведя всего 9 матчей в лиге.
Летом 2007 года был отдан в аренду в португальский клуб «Спортинг» (Лиссабон). В начале 2008 года вновь вернулся в московский «Локомотив», в основной состав не попадал, выступал за дубль. В начале июля 2008 года был отдан в аренду сроком на 1 год в пражскую «Спарту» без права дальнейшего выкупа. В сезоне 2008/09 провёл 4 матча за пражан.
28 декабря 2009 года подписал контракт на 2,5 года с братиславским клубом «Слован».

## Достижения
- Бронзовый призёр чемпионата России: 2006
- Чемпион Словакии 2010/11
- Обладатель Кубка Словакии 2010, 2011
- Обладатель Суперкубка Португалии 2007

## Результат по сезонам
| Сезон | Команда             | Кол-во игр | Кол-во голов |
| ----- | ------------------- | ---------- | ------------ |
| 2006  | Локомотив (Москва)  | 6          | -            |
| 2007  | Локомотив (Москва)  | 3          | -            |
| 2007  | Спортинг (Лиссабон) | 7          | -            |
| 2007  | Локомотив (Москва)  | 0          | -            |